# Éditions Larivière
Les Éditions Larivière sont un groupe de presse français fondé par Patrick Casasnovas. Elles sont dirigées par Patrick Casasnovas, président du conseil de surveillance, Stéphanie Casasnovas, présidente du directoire et Frédéric de Watrigant, directeur général[Quand ?].

## Titres édités

### Presse automobile (et assimilés)
- Echappement, mensuel consacré à la compétition automobile, repris en 2020 à Michel Hommell[2],[3] ;
- Gazoline, mensuel consacré à la voiture ancienne, repris en 2020 au Groupe Michel Hommell ;
- Moto Journal depuis 2018 ;
- Moto Revue, bimensuel (hebdomadaire avant le 9 juillet 2009) ;
- Moto Revue Classic, bimestriel ;
- GP Racing ;
- Moto Verte, mensuel consacré à la moto tout-terrain ;
- MX Magazine, mensuel consacré au moto-cross ;
- 4x4 Magazine, mensuel consacré à la voiture tout-terrain ;
- Le Cycle, mensuel consacré aux pratiquants du cyclisme ;
- Bike, bimestriel consacré au vélo tout-terrain ;
- VTT magazine.

### Presse musicale
- Rock & Folk, mensuel créé en 1966, acquis en 1990
- Rock & Folk Radio, lancé le 12 novembre 2019

### Presse loisirs
- Le Monde du plein air, bimestriel consacré au camping et à la caravane ;
- Le Monde du camping-car, mensuel consacré au camping-car ;
- Micro Simulateur, mensuel consacré à la simulation informatique ;
- Joggeur, bimestriel, publié à partir de 2013, consacré à la pratique du jogging et de la course à pied.

### Presse nautique
- Voile Magazine, mensuel consacré au nautisme à la voile ;
- Le monde du Multicoque, trimestriel consacré aux multicoques ;
- Neptune, mensuel racheté en 2004 au groupe Emap France ;
- Yacht by Neptune, trimestriel consacré aux yachts ;
- Moteur Boat, mensuel consacré aux bateaux de plaisance à moteur ;
- L'Argus du bateau, trimestriel consacré à l'achat et à l'entretien des embarcations de plaisance d'occasion.

### Presse chasse et pêche
- Pêche en mer, mensuel consacré à la pêche en mer ;
- Partir Pêcher, trimestriel consacré aux voyages de pêche ;
- Connaissance de la chasse, mensuel consacré à la chasse créé en 1976 ;
- Armes de chasse, trimestriel consacré aux fusils et armes chasse.

### Presse professionnelle
- Le Quotidien du Tourisme, hebdomadaire destiné aux professionnels du tourisme ;
- Transport Info, quinzomadaire destiné aux professionnels du transport routier de marchandises ;
- Décisions HPA, mensuel à destination de l'ensemble des gestionnaires de terrain de campings en France.

### Autres
- Cheval Magazine, Le Fana de l'aviation, Modèle Magazine, Micro Pratique, Tatouage Magazine.